# イカリジン
イカリジン (Icaridin) 、またはピカリジン（picaridin） は、昆虫などの忌避剤（虫よけ剤）として用いられる化合物である。sec-butyl 2-(2-hydroxyethyl)piperidine-1-carboxylate、2-(2-hydroxyethyl)-1-piperidinecarboxylic acid 1-methylpropyl esterのほかに、1-(1-methylpropoxycarbonyl)-2-(2-hydroxyethyl)piperidine、Bayrepel、Saltidin、KBR 3023とも呼ばれる。分子量 229.32。融点 −170 ℃以下、沸点 296 ℃で、常温では無色液体である。水には溶けにくく（8.2 g/L）、アセトンなどの有機溶媒によく溶ける。CAS登録番号 [119515-38-7]。
西ドイツのバイエルが、ディートに代わる忌避剤として開発し、1986年に「Bayrepel」と命名。1998年に初めて市販された。2005年にバイエルから分社したランクセス社のSaltigo GmbHは、2008年に商品名「Saltidin」で販売した。

## 用途
イカリジンはディートと同等の効果があり、ディートのような皮膚刺激性が無い。世界保健機関によると、イカリジンは「ディートの代替として同等、またはディートより優れている」。アメリカ疾病予防管理センターは、蚊（西ナイル熱ウイルス、東部馬脳炎などの病気を媒介する）の忌避剤としてイカリジン、ディート、 IR3535（英語: IR3535）、レモンオイル（英語: oil of lemon eucalyptus）（p-Menthane-3,8-diol（英語: p-Menthane-3,8-diol）, PMD 含有）を挙げている。
イカリジンはディートと異なり、プラスチックを溶かさない。
またディートには無い有用性として、
1. 小児への使用制限・回数制限が無い。
2. ディート特有の嫌な臭いがない。
3. 繊維や樹脂を傷めにくく、服の上から使用してもほとんど影響を生じない。

かつて、イカリジン含有製品は『コンシューマー・レポート』で7%の濃度で有効とされていた。2006年のコンシューマー・レポートは、7%溶液はデング熱を媒介するヤブカに対して効果が少ないまたは無い、ウエストナイル熱を媒介するイエカに対しては 2.5時間の効果がある、15%溶液はヤブカには約1時間、イエカには4.8時間の効果があると報告している。2016年の『コンシューマー・レポート』では、20%の濃度で用いると「最も効果的な虫よけである」と報告している。オーストラリア軍でも20%溶液を採用している。

## 化学的特徴

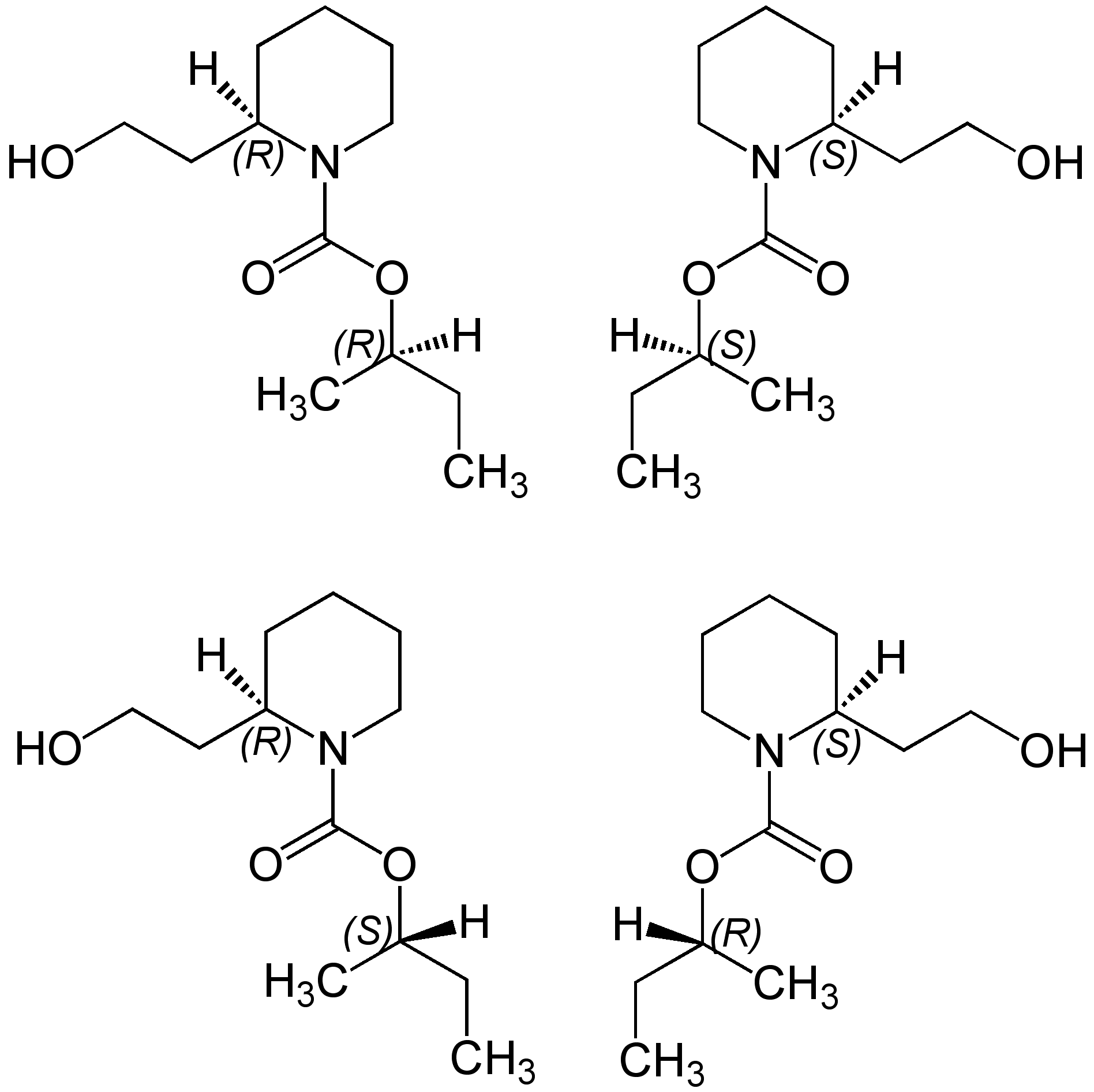
Stereoisomers of icaridin

イカリジンは構造中に2つ立体中心があり、ヒドロキシエチル基が環に繋がる部分（2位）と、sec-ブチル基がカルバメートの酸素に繋がる部分である。市販されているイカリジンは4つの光学異性体の混合物である。

## 製品（日本）
2015年1月現在、米国、欧州、オーストラリアなど54か国以上で販売されているイカリジン製剤は、濃度5〜30%のポンプスプレー剤、10〜20%のエアゾール剤、2〜25%のロールオン製剤があった。2015年2月、日本で初めて、100mL中にイカリジン5.0 g含有する5%エアゾール製剤3剤（虫よけキンチョールB（大日本除虫菊）、スキンベープD1（フマキラー）、L虫よけスプレーIC（ライオン））が医薬部外品として審査承認された。それまで日本で承認されていた忌避剤はディートのみであった。
デング熱やジカ熱の流行に注目が集まる中、2016年（平成28年）6月15日、厚生労働省は、ディート30%含有またはイカリジン15%含有のポンプスプレー剤、エアゾール剤の高濃度虫よけ剤開発を急がせるため、製造販売承認の迅速審査を発表した。これを受けて開発が進み、2016年8月、フマキラーはイカリジン15%を含む医薬部外品製剤（ミストタイプとエアゾールタイプ）の緊急発売を発表した。

### 効能・効果、用法・用量
- 蚊成虫、ブユ（ブヨ）、アブ、マダニの忌避[1]。それ以外の昆虫、トコジラミなどへの効果は薄い。
- 缶をよく振って、肌から約10cm離した距離から噴霧する。首筋などは手のひらに一度噴射してから、肌に塗る[1]。

## 作用機序
イカリジンとディートは、なぜ忌避効果をもたらすのかが不明であるが、両剤ともに、ネッタイイエカ（英語: Culex quinquefasciatus）に対しては、CquiOR136•CquiOrcoという嗅覚受容体の関与が示唆されている。
最近の研究で、ハマダラカのodorant binding protein 1 (AgamOBP1)とイカリジン結合体の結晶構造が明らかとなり (PDB: 5EL2)、イカリジンはディートの結合サイトに対して2種類の結合をすること、また、AgamOBP1のC末側に2つ目の結合サイト (sIC-binding site) があることが示された。
2015年、厚生労働省の議事録には、イカリジンの効果について「昆虫の触覚の感覚子上に存在する受容体に作用し、ヒトなどの吸血源の認知を阻害することで忌避効果を発揮すると考えられている」と報告している。